# 青春ラジメニア
青春ラジメニア（せいしゅんラジメニア）は、ラジオ関西で放送されているアニメファン向けラジオ番組（アニラジ）である。
『アニメ玉手箱』（以下アニ玉）の後番組として、1989年4月1日に放送開始。ラジオ関西本社制作のアニラジ番組で、神戸ハーバーランドの本社スタジオから放送されている。

## 概要
2017年12月23日に1500回を迎え、2019年4月に放送開始30周年、2024年4月に35周年を迎えた、ラジオ関西が誇る長寿番組。2019年4月現在で放送が続いているアニラジとしてはもちろんのこと、終了した番組を含めても『mamiのRADIかるコミュニケーション』（東海ラジオ他、1984年10月13日 - 2009年10月4日）や『ノン子とのび太のアニメスクランブル』（文化放送→超!A&G+、1991年4月14日 - 2025年3月26日）、『ウキウキ放送局』シリーズ（エフエム山口、1986年10月7日 - 2019年12月29日、中断期間あり）などを超えた、最長寿番組である。リスナーは“ラジメニアン”と呼ばれる。
放送開始から2007年9月29日までの間、18年半にわたって曜日および放送時間帯の変更はあったものの2時間の生放送であったが、2007年10月6日より「1時間の録音放送番組」として『アニ玉』末期時代とほぼ同じ体制に先祖帰りする形で再スタートした。
2006年6月24日の放送で900回を迎えた際に「かおりんのめちゃ聴きたいねんスペシャル」が放送された。2008年10月から、同じパーソナリティーが担当する『青春ラジメニアZ』が同じ土曜日21時 - 21時50分に生放送で開始、従来の放送（通称『本家』）と合わせての2部構成となった。
2010年4月3日からは今までの『青春ラジメニアZ』を『青春ラジメニア』に変更し、放送枠も土曜日19時 - 22時に拡大され3時間の生放送となった。また今までの『青春ラジメニア』（日曜日0時 - 1時）の放送も、同月4日から番組名を『ラジメニ玉手箱』に変更したうえで継続し、生放送と併せれば4時間放送となった。しかし『ラジメニ玉手箱』の放送が同年9月26日をもって終了したため、同年10月2日からは『青春ラジメニア』（19:00 - 22:00）のみの放送となっている。
2019年3月2日の放送にて、4月以降（放送31年目・4月6日より）について、2007年10月改編時以来11年半ぶりに、毎週土曜20時 - 21時、前日（金曜）収録の1時間の録音番組に再度変更されることが発表された。その後2019年10月より放送時間が1時間半に拡大することになった。一方、同年4月27日には10時から15時の生放送を『青春ラジメニア復活生放送 平成のアニソンSP!!』（10時 - 13時30分）『かおりんの平成さいごにめっちゃ聴きたいねん!SP』（13時30分 - 15時）の2部制が放送、同年12月28日にも『はごろもフーズ presents 青春ラジメニア年末スペシャル』として12時から16時30分の4時間半にわたる生放送を行っている。2022年3月26日には岩崎時代最後となる生放送を約2時間で行い、2022年4月より金曜22時に時間移動している。
後述の通り2023年12月をもってランティス時代からスポンサーになっていたバンダイナムコミュージックライブがスポンサードから撤退したことを受けて、番組存続のために初の試みとして2024年3月15日よりクラウドファンディングを実施、開始から40分弱で目標を達成、12月8日に支援者のためのイベントを開催したほか、2025年1月4日には5時間の生放送特番を行った。2025年も2度目のクラウドファンディングを実施し直ちに達成、これにより2025年4月から2時間番組に復した。

### パーソナリティ
- 岩崎和夫（開始時はラジオ関西アナウンサーで現在は退職、通称：ひねくれ岩ちゃん、放送開始 - 2022年3月）
- 吉田秀子（ラジオ関西アナウンサー（当時）、通称：織姫よっちゃん、放送開始 - 1991年3月）
- 南かおり（MCタレント、通称：ラジメニ小町かおりん、1991年4月より）
- ムサ（ミュージシャン・バンド「ワタナベフラワー」のベーシスト、2022年4月より）

岩崎と吉田は源流に当たるナイターオフのリクエスト番組『歌謡曲まかせなさい』でコンビを組んでおり、『アニメ玉手箱』でも「月末特集」の際に吉田がアシスタントとして出演していた。吉田は1991年春改編でワイド番組を担当するに当たり本番組を外れ、これに伴いオーディションで南が選ばれ起用され、以来岩崎と南が長らく番組を担当してきた。
2022年1月1日の番組内において、同年3月26日の放送分をもって岩崎が番組を卒業すると発表した。「この30年でアニメもアニソンも変わってきた。ラジメニアも変わらないといけない」と理由を語っている。4月以降は新パーソナリティとしてこれまでもラジオ関西で『ワタナベフラワームサのアニソン部屋』などを担当し、アニメやサブカルチャーにも明るく、元々リスナーであり本番組やイベントにもゲスト出演するなどして親交のあったムサが就任、南も続投して新体制で番組を継続する。

### 放送時間
特記無きは生放送。
| 放送期間                                               | 放送日時                      | 備考                                                                              |
| ------------------------------------------------------ | ----------------------------- | --------------------------------------------------------------------------------- |
| 1989年04月02日（1日深夜） - 1994年03月27日（26日深夜） | 日曜（土曜深夜）00:00 - 02:00 |                                                                                   |
| 1994年04月03日（2日深夜） - 1997年03月29日（28日深夜） | 土曜（金曜深夜）00:00 - 02:00 |                                                                                   |
| 1997年04月04日 - 1999年09月24日                        | 金曜23:00 - 翌土曜01:00       |                                                                                   |
| 1999年10月01日 - 2000年03月31日                        | 金曜22:00 - 翌土曜00:30       |                                                                                   |
| 2000年04月07日 - 2001年03月30日                        | 金曜22:00 - 翌土曜00:00       |                                                                                   |
| 2001年04月08日（7日深夜） - 2002年03月31日（30日深夜） | 日曜（土曜深夜）00:00 - 02:00 |                                                                                   |
| 2002年04月07日（6日深夜） - 2003年09月28日（27日深夜） | 日曜（土曜深夜）00:30 - 02:30 |                                                                                   |
| 2003年10月05日（4日深夜） - 2007年09月30日（29日深夜） | 日曜（土曜深夜）00:00 - 02:00 |                                                                                   |
| 2007年10月07日（6日深夜） - 2010年03月28日（27日深夜） | 日曜（土曜深夜）00:00 - 01:00 | 録音放送                                                                          |
| 2010年04月03日 - 2016年05月28日                        | 土曜日19:00 - 22:00           |                                                                                   |
| 2016年06月04日 - 2019年03月30日                        | 土曜日19:00 - 21:55           |                                                                                   |
| 2019年04月06日 - 2019年09月28日                        | 土曜日20:00 - 21:00           | 録音放送                                                                          |
| 2019年10月05日 - 2022年03月26日                        | 土曜日20:00 - 21:30           | 録音放送 2021年4月 - 9月は、ナイター中継のない日に限り、木曜18:00 - 19:30に再放送 |
| 2022年04月01日 - 2025年03月28日                        | 金曜日22:00 - 23:30           | 録音放送                                                                          |
| 2025年04月04日 -                                       | 金曜日22:00 - 24:00           | 録音放送 ナイター中継・特別番組のない日に限り、水曜18:00 - 20:00に再放送          |

2006年のラジオ関西ジャイアンツナイターは、土曜日の試合が延長した場合には青春ラジメニアを含むナイター中継以降の番組は最大1時間繰り下げ（一部の番組は休止）、2005年以前には最大2時間で、更にさかのぼると当時ラジオ関西は全日24時間放送ではなく、日曜日の未明・早朝帯の停波入り時刻と停波明け時刻との間に余裕があったため時間が許す限りナイター中継の延長が行われていた。
なお、ラジオ関西は2007年上半期からは土曜日のナイター中継を原則として行っていない。

### 番組構成
番組の根幹としては、リスナーからハガキで寄せられたリクエストに応えアニメソングを「必ずフルコーラスでかける」。「究極の主題歌」を探し求めることが番組のテーマとなっているため、アニメソングだけでなく、特撮や実写のドラマ・映画・ラジオ番組・教育番組の主題歌・BGM、ゲームミュージック（コンピューターゲームで流れる音楽。ボーカル曲または日本音楽著作権協会（JASRAC）・NexToneのいずれかに登録されているBGM）、声優が歌う曲（本人名義の楽曲またはキャラクターソング）まで幅広く扱っている。2019年4月からは、番組放送時間の短縮に加え、放送対象曲の増加もあることから、月ごとにテーマを決め、それに沿ったリクエストを募集する形式に変更されている。
リクエストさえ有れば古今東西、どのレコード会社からの発売かを問わず放送する。一部のゲームミュージックや番組中で話題になったCMソングなどのJASRAC・NexToneいずれも非登録の曲も権利元に直接許諾を取った後にリクエストに対応する。ただし、番組が範疇（範囲）外とする曲の場合は、リクエストしても掛かるのが非常に遅くなる。また、ラジオ関西のライブラリーにある音源（ダウンロード配信楽曲も含む）でのみかけられるため、例えばDVD等の特典ディスクなど特殊な流通形態でリリースされている場合は採用されない可能性が高い。
リクエストについては、後述するように基本的に郵送またはFAXで一人につき1曲のみ受け付ける。岩崎担当時代は病欠などの例外を除き彼が選曲を行っていた。2022年4月からはディレクターの中澤純一がムサの助言を受けながら通常のリクエストをある程度絞り込んだ上で、南が曲順などの構成を考え、番組前の打ち合わせで最終的に決定するほか、新制度として公式サイトの専用メールフォームからリクエストを受け付ける「シン・メルたまリクエスト」を開始、これに寄せられたリクエストについてはムサが専任する形で選曲を行う。
1980年代に主流であったリクエスト番組、代表的なアニソン番組としては『サタディ・バチョン』などのスタイルを維持している。具体的に言うと、フルコーラスかける・曲紹介は曲にかぶせない・曲紹介と曲の間に1秒程度の間をおく・曲紹介を曲を流す前と流した後の2回行うなどである。1970-1980年代のラジオのリクエスト番組は、好きな曲だけをカセットテープに録音、いわゆるエアチェックできるようにするため、このような形式をとっていた。
声優、歌手、アニメ・特撮関係者などがゲスト出演することもある。

### 主なコーナー
2025年4月時点。
感謝感激ラジメニアン
ふつおたのコーナー。放送時間の都合により2019年4月から9月まで一時休止。
シン・メルたまリクエスト
2022年4月より開始。メールでリクエストを受け付け、ムサが2025年3月までは1曲、2時間番組になった同年4月からは選曲する。旧メルたまリクエストとは異なり、通常のリクエストと同じテーマで募集し、公式サイトの専用メールフォームからリクエストを受け付ける。この為、郵送・FAXによるリクエストとは同じ締め切りになるとともに、通常リクエストとは別の曲をリクエストすることも可能となる。開始時のジングルは『ウルトラマン』主題歌と卵が割れる音を組み合わせたもの。
毎月最終週にはサブスクチャンネルにおいて、「このコーナーの採用候補にはあったけれどもあと一歩及ばなかったリクエストと惜しかった理由」をムサが語る「影ムサ」のコーナーが配信されている。
かおりんの「めっちゃ聴きたいねん」
青春ラジメニアでは番組でかける曲は、岩崎時代は全て基本的に岩崎が選択、決定しているが、その選に漏れた曲から南が一曲のみ選んでかけるコーナー。なおこのコーナーは放送時間の関係で放送されない場合もあった。コーナージングルは南の『めっちゃ会いたいねん』の替え歌。
2008年10月以降は『青春ラジメニアZ』に移動し、メールリクエストを救うコーナーに衣替えした。ラジメニアが土曜日19時 - 22時の時間帯に放送時間が変更された後2012年10月に再び、その選に漏れた曲を南が一曲のみ選んでかける形式に戻り、現在はその形式で続いている。
2019年4月より時間短縮に伴い休止していたが、2021年10月から2022年9月にかけてシンクスインターナショナルがスポンサーにつく形で再開。同社が女性の活躍向上を主体とした人材サービス業であることから、これにあわせて女性アーティストによる曲を選曲する。南がシンクス社の社内表彰式等の司会を行った事から同社と関係を持ち、さらに同社社長が中学時代からの番組リスナーだったことから、スポンサーに名乗り出たことでコーナー再開が実現した。
2025年4月から2時間番組になったのを受けてコーナーを復活させるとともに、郵便料金の値上げを受けて、それでもなおハガキでリクエストするリスナーを救済する目的で、選に漏れたハガキによるリクエストの中から1曲選ぶ形式となった。
帰ってきた岩ちゃん
2022年6月11日のスペシャルウィークで行われた企画で、翌月以降も実質的に継続。番組から勇退した岩崎にその月のテーマに合った曲を1曲リクエストしてもらい、リスナーからのリクエストとしてその曲が採用された（シンクロした）場合『帰ってきたウルトラマン』主題歌のサビの一節と岩崎の名乗りをあわせたジングルが掛かると共に、曲紹介の前に岩崎からのメッセージが読み上げられる。岩崎のリクエストがリスナーからのリクエストによってその月に採用されなかった場合は月末もしくは翌月に曲名とメッセージのみ紹介される。
同様のシンクロ企画は2023年6月16日のスペシャルウィークでもFM大阪『おふらじ!EX』とのコラボレーション企画として、同番組パーソナリティの淡路祐介と新井希衣がリクエストした楽曲で行われた。
こちら点天 ラジメニ司令部！
2024年4月よりラジオ関西全体の、同年7月より本番組についてもスポンサーとなった点天とのタイアップによるコーナー。9月まではコーナー名は「緊急指令10-4・点天」（『緊急指令10-4・10-10』より）。
毎月1回点天のひとくち餃子に関する指令が出され、その指令に従ってSNSに投稿すると抽選でひとくち餃子30個入り1パックがプレゼントされる。
ラジメニ大明神
受験シーズン限定。毎年12月から3月前後、スタジオに「ラジメニ大明神」というお社が設置され、そのお社さまに岩崎→ムサ、南の2人がリスナーの合格を願いつつ拍手（かしわで）を打つコーナー。1989年12月より開始。現在はリスナーが各自自分の名前と合格を願う教育機関などをセルフサービスとして心の中などで当てはめているが、当初は林原めぐみのHeartful Stationの合格コールのコーナーのようにリスナーから葉書を送ってもらい、各自の名前と教育機関などを読み上げていた。しかしこのコーナー宛に送られてくる葉書の増加に伴い現在の形式に変更された。

#### 終了したコーナー
2019年4月の1時間化に伴い、一時的に休止状態となったコーナーも含む。
特集
以前は「月末特集」として、リスナーから送られてきたテーマ案のなかから特定の作品や歌手・声優・作曲家などを対象としたもの、曲のジャンルや短い曲、全アニメソングを対象としたリクエストランキングなどテーマを決めて毎月最終週に行われていた。「アニメ玉手箱」の同名の企画に由来する。2004年頃から、他局への出演等岩崎の多忙、特集を組めるような曲の減少、加えて特集を組んだ際、特定の曲にリクエストが集中し「特集にならない」状況が度々起こるようになった。その為、2006年以降は、番組改編期・ゲームの発売・ゲストの出演・事前録音を行う3月のバスツアー開催時等をきっかけとして不定期に行われる。また、9月にはアニメーション神戸主題歌賞、及び2016年以降はそれを番組で継承した「ラジメニアワード」の対象曲リクエスト特集も行われた。
2017年4月からは月末特集が復活、前述のバスツアーなど放送スケジュールの都合で別の週に振り返られる事もあるがその月の最終週を上述の「メルたまリクエスト」を拡大する形で特集に割り当てる形となり4月のみ9時台、5月から番組全体に行われる、メールでのリクエストも受付、6月より専用のメールフォームで対応。
2019年4月からは月ごとにテーマを決めてリクエストを募集するスタイルになったため、実質的に月単位で特集のような形態を取ることになるが、年に1〜2回程度テーマを決めないフリーの月を設けるほか、不定期に通常時とは別に特集を設けるようにもなっている。
声優バケツリレー
コナミ提供。声優へのインタビューコーナーで、インタビューの最後の次週する声優を紹介してもらうという、「声優版テレフォンショッキング」の要素もあった。基本的に電話出演となるが、イベント等で関西に訪れている時などはスタジオで直接話を聞くこともあった。また、出演した声優が死去した際、追悼の意味を込めて、当時のその部分を放送する時があった。全147回。
声優おもちゃ箱
コナミ→TSUTATAあべの橋店提供。声優のオリジナルソングをかけるコーナー。月末特集などがあった際には声優へのインタビューコーナーになる。
コナミチャレンジクラブ
コナミ提供時代のコーナー。週替わりで様々な企画を行い、コナミの社員も出演していた。
あなたもアニメ歌手
TSUTAYA提供時代に毎月2週目に放送。リスナーが自ら歌ったアニメソングを収録したテープ等を送ってもらい、それを選考して優秀作を紹介する。毎月採用されるリスナーは特待生として扱われる。
アニメイトHOT情報
当時西日本地区のアニメイトの運営を行っていた株式会社コアデ企画提供。『アニメ玉手箱』時代から続く最も古いコーナーで、アニメVHSビデオレンタル、コミック、音楽CD、DVDなどのリリース情報やキャンペーン情報、店舗情報などの提供を行っていた。後期には西日本地域のアニメイト各店の店長と岩崎が直接電話しながら宣伝告知を行う形となっていた。このコーナーのみ事前収録。2006年3月終了。
チェック天誅
グランド六甲ボウリングセンター提供であったが1995年の阪神・淡路大震災による壊滅的な被害を受けて、親会社の小泉製麻グループの経営の都合上、途中でコーナー提供を降板。夢前ニットグループやカメレオンクラブが提供だった時期もある。
リスナーの「あなたが納得できない事や不満･疑問に思っていることなどをチェック天誅させていただきます。」の挨拶で始まったコーナー24:30頃からのコーナーで長く続いた。コーナー開始当初はテレビ番組や雑誌等の間違いや誤記・誤解にツッコミをいれる投稿が多かったが、実際に悩みを抱えている人や世の中の事件･事故・騒動についてリスナーと岩ちゃん・かおりんで生討論をするコーナーへと変貌、ツッコミ的な内容は「チェック天誅・小ネタ集」としてコーナー後半の別枠とした。その中で最も多く寄せられたベスト3は第3位スタジオへ来るゲストの皆様への質問ハガキ・メール、第2位当時の世相・ブームに対する個人的な論評、第1位不登校・停学などによる学校へ行けないいじめ被害者の救済策や学校へ通えるようにするための専門的なアドバイスのハガキ・メールだった。2001年3月末頃（正確な時期は不詳）で終了。
かおりんのアニメQ
リスナーが電話出演する形での参加型クイズコーナー。新アニメ・古アニメ・声優・特撮・ラジメニア・ノンジャンルの6ジャンルから1つを選び、そのジャンルから10問出題されるクイズに答える。5問正解でリクエスト曲がかかり、7問正解でフェローズカードが進呈される。全問正解すると、初期は三洋電機提供によるコードレス電話が、末期は南からのプレゼントが貰えた。1997年12月で終了。
TSP東京声優プロデュース「声優大辞典」
TSPに通っている学生が毎週一人の声優、もしくは一つのアニメ作品について熱く語るコーナー。
ラジメニアのおまけ
エンディングから放送終了ギリギリまで行われた正味数分、場合によっては数十秒ほどのコーナー。フリートークやゲストトーク、放送中に読み切れなかったハガキを読む、リクエスト曲が収録されているCDが見つからない・入手できない旨の報告を行うなど、次の番組へのフィラー的要素が強かった。時間が短いため、曲がかかることはなかった。このコーナーの最後は、岩崎「この後は『○○（次の番組名）』です」南「○○時になります。また来週！」と言ったすぐに時報という流れになっていた。なお、ナイター延長などで時報で終了しない場合は南のセリフで番組終了になる。
元々スポットCMが付かないために行われたものである。なお、コーナータイトルは岩崎が言い、南は「おまけー」とエコーを返すかのようなやり取りで始まった。1997年4月5日放送をもって終了。
翌週から、自動送出による時報の自動読み上げが開始されるまでの間、エンディング→ラジオ関西の番組・イベントのCM（40秒）→AM KOBEジングル（5秒）→岩崎・南による時報の読上げ（3秒）→時報という構成に変わった。
今週のよかった探し
パーソナリティの二人やゲストが、この1週間でうれしかった出来事をテーマに語るコーナー。かつて阪神・淡路大震災後の通常放送から行われていたもの（終了時期不明）だったが、2008年10月『青春ラジメニアZ』の開始によって、翌日未明放送の「本家」（0時開始）のオープニングコーナーとして復活したが、投稿数が減った為、終了。
ラジオTheアニソン館
アニソン館提供。携帯電話向けの着メロのプロモーションコーナー。2006年7月終了。
コミック情報局
ジャパンブックス提供。主にコミックやライトノベルの新刊情報を提供していた。2006年9月終了。
ディレクTVアニメシアターXクラブ
アニメシアターXで放送されているアニメ番組を紹介するとともに、その番組の主題歌をかけるコーナー。通常はワンコーラスだが、リクエストがあればフルコーラスかけていた。ディレクTVの撤退に伴い終了。
ガウちゃんの夜食
不定期に実施していたコーナー。時折、岩崎・南が、勘違いをそのまま口にしたり、“かんだり”したりして、ラジメニアンのはがきやFAXにて指摘された際、反省するために「ガウちゃん」なる貯金箱に1件あたり100円を入れる反省のコーナー。この時に貯まったお金は、リスナーとの交流会等に使用される。
特撮最前線
大阪・日本橋に本社を置くホビーショップ、ジャングルが提供の特撮メインのコーナー。放送翌日にジャングル主催のイベントがある日には、そのゲストがこのコーナーにも出演することもあった。
あにどんリクエスト
ヤマギワソフト大阪日本橋店に、リクエストボックスを設置し、その中から選曲する。コーナー名の「あにどん」はヤマギワソフトの店内で配布されていたアニメ情報のフリーペーパーのことを指す。
いたずらパイナップル
NECアベニュー提供。コーナーレギュラーとして柳原みわ（現・星河舞）が出演し、開始当初は毎月テーマを決めてリスナーからの質問や悩みに岩崎・南とともに答えていたが、その後思い出の楽曲のリクエストコーナーへと変わった。
アメキャラ合衆国
大阪・梅田にあったフィギュアショップ、リバティプラネットが提供のアメコミやアメリカ特撮作品などのアメリカンキャラクター作品のリクエストを受け付けるコーナー。リバティプラネット店内のリクエストボックスでもリクエストを受け付けていた。
リスナーさん電話でいらっしゃーい！
リスナーに電話をかけて直接話を聞くコーナー。
もえそんピックアップ
ランティス提供。2007年4月7日スタート。ランティスがリリースした、もしくはリリース予定の曲を紹介する。時にはその曲の製作に関わった声優やアーティストが音声メッセージ付きで紹介する、ゲスト出演時は直接話を聞くこともある。2020年4月4日から2021年6月26日は声優の熊田茜音が、2021年7月3日からはバーチャルライバーの樋口楓が、コーナーレギュラーとして電話出演またはZoomを使ってリモート出演する。
かつてとある番組スポンサーが降板して番組終了の危機に立たされた岩崎が、面識のある影山ヒロノブに思いを打ち明けた所、影山が自ら所属し、かつ旧知の仲であるランティス社長（当時）の井上俊次に相談した結果、同社（当時）の提供へと繋がった。なお、2018年4月に法人としてのランティスは合併により消滅したため、末期はレーベルとしての提供だった。
2022年4月のリニューアルに伴い、同年3月26日をもって本コーナーとしては終了。
新人さんいらっしゃーい
リクエストが一度も採用されていないリスナーからのリクエストを毎週一曲のみ優先して採用するコーナー（枠）。なお該当する新人リスナーは青春ラジメニア宛に送るはがきやFAXに丸囲みの「新」という表記を加えるとこのコーナーで採用されることがある。『青春ラジメニアZ』では「新人さんメールでいらっしゃーい」としてメールでのリクエストも受け付けていた。
ラジメニアンバケツステーション
リスナーの自己紹介コーナー。当初は「ラジメニアンバケツリレー」として、リスナーの自己紹介と共に、「声優バケツリレー」同様に次にどのリスナーの自己紹介を聞きたいかそのリスナーを指名していたが、ある程度一巡したことから、自己紹介を随時募集しストックした上で毎週紹介するという形式となった。2018年3月で終了。
メルたまリクエスト
神戸電子専門学校提供。番組冒頭にテーマを決めてメールやファックスによるリクエストを20時半までに募集し、その中から数曲を21時台にかける。
ゲストが複数組出演したり編成の都合で短縮放送するなど時間が取れない場合や、年一回行われるバスツアー開催に伴う録音放送する際は、このコーナーは休止し提供はそのままに通常リクエストに応じる形となる。また、2017年4月からはその月の最終週を後述の月末特集に割り当てるため休止となる。スポンサー降板により2018年3月で終了。
今週の質問
番組冒頭にリスナーより寄せられた質問にパーソナリティの二人やゲストが答える。時報の自動読み上げが始まる前（2007年10月）までは時報直後に「今週の質問!」と声がかかっていたが、現在はパーソナリティの挨拶の後に放送するようになった。その後時報直後に声がかかる形に戻されている。2019年4月より一時休止。
先週のホームラン
先週放送分でリクエストが採用され放送された曲を紹介。後述の通りテレフォンサービスが終了したことに伴う代替措置として2018年4月より始まった。2019年4月より一時休止。
コーナー名が指し示すように、フジテレビ『プロ野球ニュース』の「今日のホームラン」のパロディで、BGMもジェームス・ラスト・バンドの「VIBRATIONS」がそのまま使われている。
お宝レコードリクエスト
リクエストをアナログレコードでかけるコーナー。コーナージングルは『ローラーヒーロー・ムテキング』の替え歌で、歌唱は同じ水木一郎。2019年4月より一時休止。
ラジメニ思い出バケツ
2018年4月7日開始、放送開始30年目を記念した1年間限定コーナー。30年にも及ぶラジメニアについてのリスナーの思い出を投稿してもらう。
青春ラジメモリー
2018年4月7日開始、放送開始30年目を記念した1年間限定コーナー。ラジメニアに関してのこれまでの出来事を岩ちゃん・かおりんが振り返るのをはじめ、関係者などへのインタビュー、過去の放送の同録テープの放送などを行う。その時々の話題にちなんだ曲をかけることもある。
クイズ王に俺はなる!
2018年4月15日開始、放送開始30年目を記念した1年間限定コーナー。リスナーが電話出演する形での参加型クイズコーナー。アニメ・アニソンジャンル、人物ジャンル、ラジメニアの歴史の3ジャンルから1つを選び、そこから出題されるクイズに答える。
今週の一言
2019年5月から2021年3月まで放送された、開始のリスナーから寄せられた一言やショートコントなどをオープニングで取り上げるミニコーナー。1時間化でフェローズカードをプレゼントできるコーナーがなくなったため、その代替措置として新たに設けられた。
はごろもフーズHOT情報
2019年10月から2020年9月まで、9時台のスポンサーとなったはごろもフーズの商品やそれを用いた料理のレシピなど、生活に役立つ情報を伝える。元リスナーだったはごろもフーズの社員が「シーチキンチキン」のプロモーション企画で、岩崎にCMナレーションの依頼とともにスポンサーとなることを打診したことによる。
ぴあ COMPLETE DVD BOOK HOT情報
ぴあが発行するアニメDVDマガジン「COMPLETE DVD BOOK」シリーズを紹介するコーナー。2021年3月から最終週に放送。編集を手がけているぴあ関西支社編集長の鈴木秀明が『アニメ玉手箱』時代からのリスナーである縁からコーナーを開始する事になった。
MLピックアップ
バンダイナムコミュージックライブ提供。これまでの「もえそんピックアップ」をフロート番組としてリニューアルする形で2022年4月より開始。1クールごとにバンダイナムコミュージックライブ所属アーティストが出演し自身について語るほか、同社の新譜も紹介する。バンダイナムコミュージックライブのスポンサー撤退に伴い、2023年12月をもって終了。
- 出演アーティスト
  - 2022年4月 - 6月：樋口楓（もえそんピックアップより続投）
  - 2022年7月 - 9月：渕上舞
  - 2022年10月 - 12月：MindaRyn
  - 2023年1月 - 3月：PON（ラックライフ）
  - 2023年4月 - 12月：熊田茜音（この期間のみ熊田と南・ムサとのZoomを使用した掛け合いによる収録）

キンスパへの道
前述の通りノンスポンサー状態になったのを受けて、これまでも付き合いのあったキングレコードが2024年4月から5月10日までの期間限定でスポンサードしたコーナー。2024年5月11日・12日に開催のKING SUPER LIVE 2024に向けて、出演アーティストからのメッセージを紹介した。

## 番組の主なルール
以下の独特なルールは番組の大きな特徴でもあり、その反面新規リスナーを阻む要因ともなっている。
リクエストは原則としてハガキとFAX限定
FAX投稿の場合は放送2日前の夕方18時到着分締め切り、それ以降は原則として翌週放送分に回す。電子メールはシン・メルたまリクエスト（現体制以前はメルたまリクエストや2017年4月からの月末特集など）、視覚障害者や災害発生時、局側のFAXトラブルなどで郵送・FAXでのリクエストが困難になった場合、一部コーナーやサブスクチャンネル宛、プレゼント応募などのリクエスト以外での投稿などに限り許可されている。長年リスナーの手書きによるリクエストに拘り続けたこの番組にとって、このような限定的な電子メール受け付けは苦肉の策とも言える。
ペンネームは20音以内
20文字ではない。ここで言う音数とは拍のこと。長音「ー」、促音「っ」、撥音「ん」はそれぞれ1音と数えるが、拗音の場合は「ちゃ」や「てぃ」などのように2文字で1音と数える。この制約は限られた時間内にリクエストを送ってくれた人のペンネームをできるだけ多く読んであげたいという配慮から設けられたもので、20音を超えていることが発覚した場合はペンネームの読み上げを20音目で打ち切る。
リクエストは毎週一人1曲のみ
『アニメ玉手箱』初期の時代には3曲までリクエストできたが、リクエストの増加に伴いこのように改められ、現在に至る。ただし、メルたまリクエストは別枠扱いとなり、こちらにも1曲のみリクエスト可能となっている。月末特集に関してはメルたまリクエストの拡大版という扱いとなっているため、ハガキ・FAXだけでなくメールでもリクエストが可能となっている。また、2018年3月までは毎週リクエストを送る必要があったが、2018年4月より1年間制度を変更し、一度リクエストした曲は途中で曲を変更しない限り3ヶ月間有効となった。
フルコーラスを流す
前述の通り、1980年代に行われていたエアチェックに対応するための形式を踏襲したもの。演奏時間の長い曲でもこのルールは適用されるため、この種の曲はなかなかリクエストに応え辛い。
6カ月かからん制
月末特集を除き、一度かけた曲は原則として半年以内にはもう一度流さない。これは少しでも多くの曲のリクエストに応えるための措置である。しかし実際には同じ曲が半年程度でもう一度掛かる事はほとんどなく、早くから形骸化していた。2010年夏には正式に廃止。
他番組で掛かりやすい曲よりも、なかなか聴けない曲を流す
このため、一般アーティストによるタイアップ曲はどうしても後回しになる傾向がある。
長期間連続でリクエストハガキが来ている曲を優先的に流す
このため、不人気な作品や曲でも発掘されやすいのがこの番組の利点でもある。
リクエストと違った曲が流れたり、各種速報や機材トラブル等で曲が中断された場合は後日かけなおす
「リクエストと違った曲」とは再録音版・アレンジ版・1コーラス版・歌詞が一部違う・明らかなミックス違い等の違いも含むが、リクエスト者が望まない場合はかけ直さない。ただし、1995年の阪神・淡路大震災発生より数週後に、途中でCDプレーヤーの不調により曲を中断し、そのあとすぐかけ直したことがある。

## 番組専門用語
アニメジラ
番組の機関紙の名称。「アニメ玉手箱」で発行されていた「アニ玉スープ」が前身。岩崎の手製で、3-4枚のA4コピー紙に放送した曲のリスト、番組宛てに投稿されたイラスト、パーソナリティからのメッセージを掲載。隔月発行だったが、岩崎の多忙や需要減もあり発行ペースがどんどん落ち、現在は事実上の休刊状態である。
また、番組マスコットキャラクターもこの名称である。姿は、かわいらしくデフォルメされた怪獣で、この機関紙をはじめ番組のノベルティグッズなどに描かれている。
本来はこの番組のタイトル候補のひとつだった。編成部にアニメ色が強い番組名だという理由で却下されたため、これをひっくりかえして「青春ラジメニア」となった。そして「アニメジラ」の名称は番組の機関紙と番組マスコットキャラクターの名称として流用された。
違和感曲
笑わせる目的で作られた楽曲ではないのだが、笑えてしまう曲のこと。珍曲（「ゴジラさん」・青木はるみなど）・迷曲（「青いゴムゾーリ」・バーブ佐竹など）・ミスマッチ（「戦え! オスパー」・作詞:寺山修司、歌：山田太郎など）の3種がある。
エリア外リスナー
ラジオ関西の放送エリアである兵庫県以外で聞いているリスナーのこと。年に2回程度、番組公認のリスナーの自主交流イベントも開催されている。
おもふる
「おもいっきり古いアニメ特撮ソング」の略。主に1970年代以前のものをさす。
おやぁ?
岩崎にとって違和感のある投稿や、心の琴線に触れる曲を発見したときに発する言葉。
究極の主題歌
「主題歌」の読んで字の如く、作品の主題をきちんと反映した歌で、かつ名曲であるもの。1980年代頃より増え始めたイメージソング的なアニメソングや、作品の主題を全く反映しない一般アーティストによるタイアップ曲へのアンチテーゼとして提唱された。これを捜し求めるのが番組の最大の目的である。「歌謡曲まかせなさい」の同名のコーナーに由来。
クロレンジャー
黒川良彦（現ラジオ関西報道制作局長）のこと。長年ラジオ関西営業部に在籍し、番組イベント等でゲストで登場したり、バスツアーでは出発のお見送りに来ることも多い。スポンサー獲得などの営業面でラジメニアを陰から支えていた。
KONAMI（コナミ）
初期の青春ラジメニアを支えていたスポンサー。当時本社が神戸にあった縁によるもの。
主主主（しゅしゅしゅ）
「主題歌主題歌した主題歌」の略。究極の主題歌の一種。曲・歌詞がその番組の内容にふさわしいものであることが条件で、必殺技・キャラクター名が歌詞に織り込まれている古めのアニソンが多い。
大事な週
聴取率調査週間のこと。リスナーからプレゼント用にもらった品物を、他のリスナーにプレゼントするという習慣がある。
定期ゲスト
長年にわたり、ほぼ一定の時期にやって来るゲストのこと。
はばちょ
リクエストハガキを出したのに、何らかの理由で名前を読み上げてもらえないこと。純粋―・天然―・門前―等のバリエーションがある。
また最低―は、リクエストした曲と同じ作品の中から別の曲がかかってしまい、リクエストが長期間採用されない状態になってしまうこと。なお、「はばちょ」とは元々近畿地方の一部地域の方言で、「仲間はずれ」を意味する言葉。
フェローズカード
番組のノベルティグッズ。感謝感激ラジメニアンなど一定のコーナーで採用されると、一人1枚に限りもらえる。以前は番組ロゴが入った収納用のパスケースが付いていた。シリアルナンバーが入っており、No.1は岩崎和夫、No.2は吉田秀子、No.558はミンキー・ヤス、No.866は南かおり、No.4391はムサが所有している。
没ハガキ供養
毎年12月25日終天神に、1年間貯めていた没ハガキを神戸市須磨区の綱敷天満宮でお焚き上げするイベントのこと。この習慣は『アニメ玉手箱』から続いている。しかし、個人情報保護法施行後は至近数ヶ月以内のハガキしか焚き上げが出来無い。
ラジメニア時間
1・2年前でも“最近”と呼ばれるような時間間隔のこと。岩崎の時間感覚が基準となっている。
ラジメニアン
この番組のリスナーのこと。番組開始と共に番組で定められたオフィシャルな呼称である。『アニメ玉手箱』時代には番組リスナーを指す固有の呼称は無く、単にアニ玉リスナーと呼ばれていた。
リスナーたずねて三千里
主に近畿以外の地方都市にパーソナリティの2人が出向き、公園やホールなどでその地域のリスナーと交流するイベント。年2・3回開催される。開催日の次の週の番組タイトルコールはここで収録されたリスナーによるものを使う。初回開催は1989年3月。近年では2人のスケジュール等の都合上近畿以外に出向くことができなくなっているため、「三千里ちょぼ」として近畿内で行われることが多い。
ロボギンガイザー
国広正夫（ラジオ関西アナウンサー）、およびぎなた読みをしてしまうこと。『アニメ玉手箱』と同時期のナイターオフ版『歌謡曲まかせなさい』で、岩崎の代役だった国広が「超合体魔術ロボ・ギンガイザー」を「超合体魔術・ロボギンガイザー」と読み間違えたことに由来。それ以来、国広はロボギンガイザー（ロボギンちゃん）としてたびたび番組に登場していた。
番組内で話題になったぎなた読みの例としては他に「ダンガー どえ〜す」（惑星ロボ ダンガードA）、「超 カロボガラット（ちょう・かろぼがらっと）」（超力（ちょうりき）ロボ ガラット）がある。
上記以外の語・詳細は、外部リンクの項の「ラジメニアンのお部屋」を参照。

## 声優バケツリレー出演声優
- 1989年5月20日： 古谷徹
- 1989年5月27日： 難波圭一
- 1989年6月3日： 三田ゆう子
- 1989年6月10日： 堀江美都子
- 1989年6月17日： 玄田哲章
- 1989年6月24日： 中尾隆聖
- 1989年7月1日： 水島裕
- 1989年7月8日： 横沢啓子
- 1989年7月15日： 森功至
- 1989年7月22日： ささきいさお
- 1989年7月29日： 富山敬
- 1989年8月5日： 佐々木望
- 1989年8月12日： 中村大樹
- 1989年8月19日： 渡辺久美子
- 1989年8月26日： 松本保典
- 1989年9月2日： 佐久間レイ
- 1989年9月9日： 高山みなみ
- 1989年9月16日： 林原めぐみ
- 1989年9月23日： 山寺宏一
- 1989年9月30日： 田中真弓
- 1989年10月7日： 野沢雅子
- 1989年10月14日： 古川登志夫
- 1989年10月21日： 塩沢兼人
- 1989年10月28日： 日髙のり子
- 1989年11月4日： 山口勝平
- 1989年11月11日： 島本須美
- 1989年11月18日： 松井菜桜子
- 1989年11月25日： 坂本千夏
- 1989年12月2日： 緒方賢一
- 1989年12月9日： 池田秀一
- 1989年12月16日： 本多知恵子
- 1989年12月23日： 川村万梨阿
- 1989年12月30日： 笠原弘子
- 1990年1月6日： 二又一成
- 1990年1月13日： 水谷優子
- 1990年1月20日： 関俊彦
- 1990年1月27日： 千葉繁
- 1990年2月3日： 伊倉一恵
- 1990年2月10日： 冨永みーな
- 1990年2月17日： 永井一郎
- 1990年2月24日： 皆口裕子
- 1990年3月3日： 鷹森淑乃
- 1990年3月10日： 松岡洋子
- 1990年3月17日： 子安武人
- 1990年3月24日： 井上和彦
- 1990年3月31日： 速水奨
- 1990年4月7日： 鶴ひろみ
- 1990年4月14日： 増岡弘
- 1990年4月21日： 竹村拓
- 1990年4月28日： 小森まなみ
- 1990年5月5日： 草尾毅
- 1990年5月12日： 矢尾一樹
- 1990年5月19日： 鈴置洋孝
- 1990年5月26日： 林原めぐみ
- 1990年6月2日： 平野文
- 1990年6月9日： 松田辰也
- 1990年6月16日： 安達忍
- 1990年6月23日： 三ツ矢雄二
- 1990年6月30日： 西原久美子
- 1990年7月14日： 神谷明
- 1990年7月21日： 丸尾知子
- 1990年7月28日： 大塚周夫
- 1990年8月4日： 田の中勇
- 1990年8月11日： 江森浩子
- 1990年8月18日： 飛田展男
- 1990年8月25日： 小林通孝
- 1990年9月1日： 鈴木富子
- 1990年9月8日： 茶風林
- 1990年9月15日： キートン山田
- 1990年9月22日： 高乃麗
- 1990年9月29日： 堀絢子
- 1990年10月6日： 肝付兼太
- 1990年10月13日： 井上瑤
- 1990年10月20日： 大平透
- 1990年10月27日： 杉山佳寿子
- 1990年11月3日： 藤田淑子
- 1990年11月10日： 冬馬由美
- 1990年11月17日： 堀秀行
- 1990年11月24日： 玉川紗己子
- 1990年12月1日： 小宮和枝
- 1990年12月8日： 巴菁子
- 1990年12月15日： 折笠愛
- 1990年12月22日： ならはしみき
- 1991年1月5日： 真柴摩利
- 1991年1月12日： 横山智佐
- 1991年1月19日： 天野由梨
- 1991年1月26日： 大滝進矢
- 1991年2月2日： 梅津秀行
- 1991年2月9日： 松井摩味
- 1991年2月16日： 渡辺菜生子
- 1991年2月23日： 菊池正美
- 1991年3月2日： 矢島晶子
- 1991年3月9日： 鈴木勝美
- 1991年3月16日： 堀内賢雄
- 1991年3月23日： こおろぎさとみ
- 1991年3月30日： 龍田直樹
- 1991年4月6日： 青野武
- 1991年4月13日： 柳沢三千代
- 1991年4月20日： 山田栄子
- 1991年4月27日： 伊藤美紀
- 1991年5月4日： 沢木郁也
- 1991年5月11日： 富沢美智恵
- 1991年5月18日： 篠原恵美
- 1991年5月25日： 深雪さなえ
- 1991年6月1日： 松尾佳子
- 1991年6月8日： 北川智絵
- 1991年6月15日： 井上真樹夫
- 1991年6月22日： 山田康雄
- 1991年6月29日： 小林清志
- 1991年7月6日： 増山江威子
- 1991年7月13日： 山本圭子
- 1991年7月20日： 塩屋翼
- 1991年7月27日： 橋本晃一
- 1991年8月3日： 山本百合子
- 1991年8月10日： 神田和佳
- 1991年8月17日： 溝口綾
- 1991年8月24日： 鈴木みえ
- 1991年8月31日： 浦和めぐみ
- 1991年9月7日： 西村智博
- 1991年9月14日： 青木和代
- 1991年9月21日： 松本梨香
- 1991年9月28日： 広瀬正志
- 1991年10月5日： 峰あつ子
- 1991年10月12日： 岸野一彦
- 1991年10月19日： 田原アルノ
- 1991年10月26日： 神代知衣
- 1991年11月2日： 川浪葉子
- 1991年11月9日： 藤本譲
- 1991年11月16日： 中原茂
- 1991年11月23日： 高橋美紀
- 1991年11月30日： 島田敏
- 1991年12月7日： 松島みのり
- 1991年12月14日： 滝沢久美子
- 1991年12月21日： 菊池英博
- 1992年1月4日： 宮内幸平
- 1992年1月11日： 信沢三恵子
- 1992年1月18日： 野村道子
- 1992年1月25日： 山本嘉子
- 1992年2月1日： かないみか
- 1992年2月8日： 高田由美
- 1992年2月15日： 掛川裕彦
- 1992年2月22日： 石森達幸
- 1992年2月29日： 高木渉
- 1992年3月7日： 三石琴乃
- 1992年3月14日： 金丸淳一
- 1992年3月21日： 兼子由利子
- 1992年3月28日： 小林優子

## 月末特集
| 1989年 - 4年29日 究極曲特集 - 5月27日 OAV特集 - 6月17日 3時間電話リクエスト - 6月24日 哀愁のエンディング特集 - 7月29日 怪奇もの特集 - 8月26日 ドラマ特集 - 9月30日 思いっきり古い曲特集 - 10月28日 シティーハンター特集 - 11月25日 星に願いを特集 - 12月23日 ゴジラ特集 - 12月30日 究極対通常曲公開録音 1990年 - 1月27日 ギャグアニメ特集 - 2月24日 恋愛物特集 - 3月24日 ALL ANIMATION TOP 20（前半） - 3月31日 ALL ANIMATION TOP 20（後半） - 4月28日 ウルトラ・シリーズ特集 - 5月26日 林原めぐみ特集from東京 - 6月30日 一度も採用されたことのない人特集 - 7月7日 七夕電話リクエスト - 7月28日 ゲームミュージック特集 - 8月18日 真夏の夜のスーパーラジメニア - 8月25日 どーどど特集パート2 - 9月29日 超マイナー特集 - 10月27日 名作劇場特集パートII - 11月24日 動物もの特集 - 12月22日 クリスマスソング特集 - 12月29日 公開録音・四天王特集 1991年 - 1月26日 MIO特集 - 2月23日 100回記念3時間生放送in東京 - 3月30日 織姫スペシャル - 4月27日 仮面ライダー特集 - 5月25日 六か月以上採用の無い人特集 - 6月29日 巨大ロボットもの特集 - 7月20日 串田アキラベスト10 - 7月27日 もうすぐ四天王特集 - 8月3日 山本正之ベスト10 - 8月10日 影山ヒロノブベスト10 - 8月17日 宮内タカユキベスト10 - 8月31日 新曲特集 - 9月28日 独り言倶楽部終了残念堀江美都子特集 - 10月26日 レースもの特集 - 11月23日 ALL ANIMATION TOP 20（前半） - 11月30日 ALL ANIMATION TOP 20（後半） - 12月21日 クリスマス＆ゴジラ特集 - 12月28日 年忘れファンの集い、冒険もの特集 1992年 - 1月1日 ラジメニアスペシャル - 1月25日 菊池俊輔作品特集 - 2月29日 野沢雅子特集 - 3月28日 B.G.M.特集 - 4月25日 ガンダム特集 - 5月30日 別バージョン特集 - 6月27日 ゲームミュージック特集 - 7月4日 リクエスチョン大会 - 7月25日 オリンピック特集 - 8月29日 教養アニメ特集 - 9月26日 渡辺宙明特集 - 10月31日 カラオケ特集 - 11月28日 大杉久美子特集 - 12月26日 91年10月〜92年9月ベスト10 1993年 - 1月2日 初夢ラジメニア - 1月23日 200回記念 思い出はアニメと共に - 1月30日 スーパー戦隊特集 - 2月27日 悪役特集 - 3月27日 OAV特集 - 4月24日 藤子不二雄特集 - 5月29日 リアルロボットもの特集 - 6月26日 棚おろし特集 - 7月31日 竜の子プロ特集 - 8月28日 音頭物特集 - 9月25日 田中公平特集 - 10月2日 とことんラジメニでよってけや - 10月30日 山野さと子・井上あずみ特集 - 11月27日 東映不思議ファンタジーシリーズ特集 - 12月25日 めぞん一刻特集 1994年 - 1月1日 あんたが大将特集 - 1月8日 250回記念 あんたが大将特集続き - 1月29日 出撃シーンB.G.M.特集 - 2月26日 声優おもちゃ箱特集 - 3月28日 ALL ANIMATION TOP 20（前半） - 4月2日 ALL ANIMATION TOP 20（後半） - 4月29日 手塚治虫特集 - 5月27日 パトレイバー特集 - 6月24日 思い出はアニメと共にパート2 - 7月29日 時代劇特集 - 8月26日 おもちゃ箱9月からかからん曲特集 - 9月30日 東映メタルヒーロー特集 - 10月28日 動物アニメ特集 - 11月25日 みんなのうた・ポンキッキ特集 - 12月23日 300回記念「岩ちゃんの選ぶ究極の主題歌」 1995年 - 3月31日 短い曲特集 - 5月12日 ルパン三世特集 - 5月26日 人形劇特集 - 6月30日 円谷プロ特集 - 7月28日 OVA特集 - 8月25日 はがきを読むぞ特集 - 9月29日 6か月以上採用されていない人特集 - 10月27日 富山敬さん特集 - 11月24日 妖怪・妖精もの特集 - 12月22日 クリスマス特集 - 12月29日 心安らぐ曲特集 1996年 - 1月26日 山本正之特集 - 2月23日 ドラゴンボール特集 - 3月29日 ここ2、3年のOP・EDでかかっていない曲特集 - 4月26日 海外SFドラマ特集 - 5月31日 エルドランシリーズ特集 - 6月28日 らんま1/2特集 - 7月19日 池田駿介さん特集 - 8月2日 〜ありがとう須磨〜ハガキを読むぞ特集 - 8月30日 新曲特集 - 9月20日 岩男潤子特集 - 10月25日 山本正之特集 - 11月22日 400回記念 - 11月29日 400+1回記念 かおりんの選ぶ究極の主題歌 - 12月25日 ラジメニアとラジメニアJr.のHot X'mas - 12月27日 思い出はアニメと共に 1997年 - 1月3日 はがきを読むぞ特集 - 1月31日 ギャグアニメ特集 - 2月28日 サイバーフォーミュラ特集 - 3月28日 セーラームーン特集 - 4月25日 名作劇場特集 - 5月31日 流星ラジメニエンジェル〜そのまんまや〜 - 6月27日 渡辺岳夫特集 - 7月25日 ラジオドラマ・ラジオ番組特集 - 8月29日 きまぐれオレンジ☆ロード特集 - 9月26日 藤子・F・不二雄特集 - 10月31日 藤子・F・不二雄特集パート2＋アニメーション神戸'97特集 - 11月28日 アニメに登場する歌手特集 - 12月26日 6か月以上採用されていない人特集 1998年 - 1月30日 拡大声優おもちゃ箱特集 - 2月27日 石ノ森章太郎特集 - 3月27日 勇者シリーズ特集 - 4月24日 林原めぐみ特集 - 5月29日 ゲームミュージック特集 - 6月26日 かおりんのわがまま選曲 - 7月31日 野球アニメ特集 - 8月28日 声優おもちゃ箱特集 - 9月25日 思い出はアニメと共に - 10月2日 岩ちゃん“超”わがまま選曲パート1 - 10月9日 岩ちゃん“超”わがまま選曲パート2 - 10月16日 ミニはがきを読むぞ特集 - 10月23日 500回記念 ALL ANIMATION TOP 20（前半） - 10月30日 500回記念 ALL ANIMATION TOP 20（後半） - 11月27日 関智一さんにちなんだ曲特集 | 1999年 - 1月29日 石ノ森章太郎特集パート2 - 2月26日 魔法少女アニメ特集 - 3月26日 10周年記念・東京銀座スタジオより放送 - 4月30日 ゲームボーカル曲&ゲーム原作アニメ特集 - 6月4日 ガンダム特集 - 6月18日 ラジオファミリー558〜ベストオブおやじアニソン - 6月25日 かおりん三十路記念・國府田マリ子withかおりん特集 - 7月30日 アニメーション神戸協賛・ここ1年間のアニメ主題歌ベスト10 - 8月27日 音頭もの特集 - 9月24日 菅野よう子特集 - 10月29日 思い出はアニメと共に 2000年 - 1月28日 短い曲特集 - 2月25日 特撮ソング特集 - 3月31日 川井憲次特集 - 4月28日 ここ3年のアニメ特集 - 5月26日 タイムボカンシリーズ特集 - 6月23日 井上喜久子特集 - 7月28日 アニメーション神戸AM KOBE賞対象曲特集 - 8月25日 塩沢兼人さん・新山志保さん追悼特集 - 9月22日 600回記念・逆電リク - 9月29日 はがきを読むぞ特集 - 10月27日 探偵もの特集 - 11月17日 水木一郎特集 - 12月22日 21世紀に残したいアニソン特集 - 12月29日 21世紀に残したいアニソン特集つづき 2001年 - 1月26日 松本零士特集 - 2月23日 キャラクターソング特集 - 3月30日 学園もの特集 - 4月28日 NHKアニメ特集 - 5月26日 スーパー戦隊特集 - 6月30日 アニメーション神戸AM KOBE賞対象曲特集 - 7月28日 宮内洋ヒーロー特集 - 8月25日 TVサイズ特集 - 9月29日 スタジオジブリ特集 - 10月27日 怪盗・泥棒特集 - 11月10日 かおりんのめっちゃ聞きたいねんスペシャル - 11月24日 CLAMP特集 - 12月29日 仮面ライダー（悪役寄り）特集 2002年 - 1月26日 新曲特集 - 2月23日 笠原弘子特集 - 3月30日 長い間採用されていない人特集 - 4月27日 ラブソング特集 - 5月18日 関智一特集 - 6月29日 パチモン戦隊特集 - 7月20日 田中真弓特集 - 8月17日 アニメーション神戸AM KOBE賞対象曲特集 - 8月24日 700回記念・逆電リク - 9月28日 男性声優特集 - 10月26日 コーラスグループ特集 - 11月30日 侍・武者・時代もの特集 - 12月28日 2002年アニメ・特撮紅白歌合戦 2003年 - 2月1日 おジャ魔女どれみ特集 - 2月22日 大地丙太郎監督特集 - 3月29日 リクエスト25回以上お待たせしている人特集 - 4月26日 スーパーロボット大戦シリーズ特集 - 5月31日 ヒデ夕樹特集 - 6月28日 長寿アニメ特集 - 7月26日 アニメーション神戸AM KOBE賞対象曲特集 - 8月30日 ディズニー特集 - 9月27日 STARCHILD DREAM IN KOBE 2003特集 - 10月25日 少女マンガ特集 - 11月29日 思い出はアニメと共に - 12月20日 クリスマス&ウインターソング特集 - 12月27日 はがきを読むぞ特集 2004年 - 2月14日 デュエットソング特集 - 3月27日 B.G.M.特集 - 7月24日 アニメーション神戸ラジオ関西賞対象曲特集 - 10月30日 野球アニメ特集 - 12月25日 横山光輝特集 2005年 - 4月23日 ドラえもん特集 - 5月7日 岡崎律子特集 - 7月2日 あなたが選ぶ名曲アニソン特集 - 7月16日 アニメーション神戸・ラジオ関西賞対象曲特集 - 12月24日 クリスマスソング特集 2006年 - 3月4日 サクラ大戦特集 - 6月24日 900回記念・かおりんのめっちゃ聞きたいねんスペシャル - 7月29日 逆電リク特集 - 8月19日 アニメーション神戸ラジオ関西賞対象曲特集 - 12月23日 鈴置洋孝特集 2007年 - 3月31日 串田アキラ・宮内タカユキ特集 - 6月23日 究極のエンディング特集 - 7月21日 アニメーション神戸ラジオ関西賞対象曲特集 - 9月29日 ここ10年の究極のエンディング特集 2008年 - 5月24日 1000回記念放送 - 7月12日 アニメーション神戸ラジオ関西賞対象曲特集 - 7月19日 アニメーション神戸ラジオ関西賞対象曲特集パート2 2009年 - 1月3日 マクロス特集 - 7月4日 アニメーション神戸ラジオ関西賞対象曲特集 - 12月26日 声優さんの曲特集 2010年 - 7月17日 AJF大阪特集 - 7月31日 長田鉄人広場から公開生放送 - 8月14日 アニメーション神戸主題歌賞対象曲特集 - 11月13日 平成仮面ライダー特集 2011年 - 7月9日 アニメーション神戸・ラジオ関西賞対象曲特集 - 10月1日 スーパー戦隊特集 - 12月24日 クリスマスソング特集 2012年 - 3月24日 1200回記念 あんな曲こんな曲有名やからかからへんのはおかしいやないか特集 - 9月1日 アニメーション神戸主題歌賞対象曲特集 2013年 - 2月23日 ロボットもの特集 - 5月11日 かおりんのめっちゃ聞きたいねんスペシャル - 9月14日 アニメーション神戸主題歌賞対象曲特集 2014年 - 3月8日 渡辺岳夫特集 - 8月16日 アニメーション神戸主題歌賞対象曲特集 - 9月27日 公開生放送・特撮ヒーロー特集 2015年 - 2月28日 NHKみんなのうた特集 - 5月9日 短い曲特集 - 8月29日 アニメーション神戸主題歌賞対象曲特集 2016年 - 3月12日 永井豪特集 - 6月25日 平成版 ALL ANIMATION TOP 20 - 9月10日 ラジメニアワード2016主題歌賞対象曲特集 - 12月31日 アニソン・特ソン紅白歌合戦 2017年 - 3月11日 東日本大震災から6年 聴きたい曲・聴いてもらいたい曲特集 - 4月29日 2007年アニソン・特ソン特集(21時台) - 5月27日 2011年アニソン・特ソン特集 - 6月24日 あなたの好きな劇場アニメ特集 - 8月5日 影山ヒロノブ特集 - 8月26日 ラジメニアワード2017対象曲特集 - 9月30日 アニソン・特ソン カバー特集 - 10月28日 怖い曲特集 - 11月25日 オールイケメン特集 - 12月23日 1500回記念公開生放送・クリスマスソング特集 2018年 - 1月27日 宮川泰・宮川彬良 親子特集 - 3月10日 旅特集 - 6月30日 範疇外曲特集 - 8月25日 ラジメニアワード2018対象曲特集 - 11月17日 angela特集 2019年 - 1月5日 子どもの歌特集 - 2月23日 カバーソング特集パート2 - 5月4日 祝50周年 堀江美都子特集 2021年 - 4月3日 まるごと林原めぐみ特集 2025年 - 3月7日 手塚治虫特集：宝塚市立手塚治虫記念館とのコラボレーション企画で実施。 |

## テーマ制
2019年 
- 4月 スタート
- 5月 チェンジ
- 6月 映画
- 7月 歴史
- 8月 ガンダム
- 9月 ラジメニアワード対象曲特集
- 10月 復活
- 11月 串田アキラ・神谷明・古川登志夫特集
- 12月 あなたの今年の一曲

 2020年 
- 1月 十二支
  - 11日のみ、ゲスト出演の山本正之に関する楽曲も受付。
- 2月 鉄道
- 3月 ヒーロー・ヒロイン
- 4月 声優
- 5月 待てば海路の日和あり
  - 新型コロナウイルス問題で各種公演が中止または延期となった作品・歌手・声優の楽曲のリクエストを受け付ける。
- 6月 フリー
- 7月 スポーツ
- 8月 新曲棚卸し特集
  - 後述の通りラジメニアワードが開催されないものの、対象期間の作品に使われた新曲のリクエストを受け付ける。
- 9月 ライブ
  - アニメ・声優関連のライブ音源のある楽曲、またはライブを題材にした作品の楽曲などのリクエストを受け付ける。
- 10月 あなたのイチオシ！
- 11月 文化部！
- 12月 12月

2021年
- 1月 フリー
- 2月 日曜の朝
  - 日曜の朝（5時から11時）に放送のアニメ・特撮作品が対象。ローカル編成や再放送などで日曜の朝に放送された作品も含む。
- 3月 卒業
- 4月 声優
- 5月 5・ファイブ
- 6月 菊池俊輔特集
- 7月 海
- 8月 フリー
- 9月 新曲棚卸し特集
- 10月 女性声優さんが2人以上で歌っている曲
  - 最低条件を満たしていれば、男性声優が加わっていても可。
- 11月 男性声優が歌ってる曲
  - 前月とは異なり1人でも可。最低条件を満たしていれば、女性声優が加わっていても可。
- 12月 インストゥルメンタル
  - BGMだけでなく通常の歌曲のインストゥルメンタルバージョンも対象となる。

2022年
- 1月 実写作品
- 2月・3月 フリー
- 4月 変身
- 5月 家族・ファミリー
- 6月 ロボット
- 7月 ラブコメ
- 8月 渡辺宙明特集
- 9月 新曲棚卸し特集
- 10月 劇場公開作品特集
- 11月 食欲の秋
- 12月 ラジメニアラカルト（この月は週替わりでテーマを設定する）
  - 12月3日 魔法
  - 12月9日 タツノコプロ
  - 12月16日 時代もの
  - 12月24日 クリスマス
  - 12月30日 エンディング

 2023年 
- 1月 福袋（フリー）
- 2月 動物
- 3月 水木一郎特集
- 4月 1
- 5月 世界
- 6月 水
- 7月 アイドル
- 8月 勉強
- 9月 新曲棚卸し特集
- 10月 乗り物
- 11月 二人で歌ってる曲
- 12月 紅白

 2024年 
- 1月 ドラゴン・龍
- 2月 親子
- 3月 花
- 4月 フリー
- 5月 青春
- 6月 時間
- 7月 あなたが元気になる曲
- 8月 きゃー！怖い！
  - ホラーやサスペンスなど恐怖を題材とした作品の楽曲だけでなく、怖いと感じた楽曲も対象となる。
- 9月 新曲棚卸し特集
- 10月 祭り
- 11月 宇宙
- 12月 声優

 2025年 
- 1月 この月は4日に新春特番として5時間生放送を行うため、第1週（3日・4日）と第2週（10日）以降でテーマを分けている。
  - 第1週 ドリーム
  - 第2 - 5週 メモリー、思い出
    - 記憶や思い出を主題にした作品や歌だけでなく、第3週放送日の17日が阪神・淡路大震災発生30年にあたることから、リスナーの震災の記憶や思い出とともにある楽曲も対象とする。
- 2月 劇場作品特集
- 3月 昭和
  - 3月7日放送は特集の為、翌週から実施。
  - 昭和に放送された作品の他、平成・令和に放送された昭和を題材とした作品も対象とする。
- 4月 関西
- 5月 旅
- 6月 未来
- 7月 アラカルト（週替わりでテーマを設定）
  - 7月4日 カバー
  - 7月11日 世界名作劇場
  - 7月18日 JAM Projectと5人のソロ
    - この回は22日18時 - 21時に生放送の特番とあわせてリクエストを募集する形式を取る。JAM Projectの全楽曲のほか、現役メンバー5人のJAM以外での単独活動時の楽曲（ソロだけで無く他ユニットも含む）のリクエストも受け付ける。

  - 7月25日 ガンダム
- 8月 ダンス

## ラジメニアワード
アニメーション神戸の賞典が2015年の第20回を持って終了したのを受けて、主題歌賞（ラジオ関西賞）だけでも残せないかと番組で引き継いだ事によって2016年に発足した賞。当該前年の7月1日から当該年の6月30日（2016年なら2015年7月1日から2016年6月30日）にテレビ・映画・Webなどで放送・上映・公開されたアニメーション作品（当該年次の新作だけでなく前年からレギュラーとして続いている作品も含む）・特撮作品（2019年より）で使用された楽曲を選出対象とし、リスナーからの投票で決定する。従来のアニメーション神戸主題歌賞が投票で選ばれた上位5曲の中から実行委員会で審査し決定したのに対し、本賞では単純に投票によって決定する形式へと変更されている。
2020年・2021年については、新型コロナウイルス感染症の影響でアニメ作品の制作・放送・公開の延期が相次いだことや、投票集計のスタッフの確保が困難になったのを受けて、実施を取り止めることになった。2022年に再開したものの、対象となる楽曲の増加で票が分散しすぎることに加え、総投票数も番組で設定したラインに届かなかったことから「賞としての役目を終えた」と判断、再び開催が見送られることになった。

### 受賞曲
| 年次   | 順位  | 曲名                        | 作品名                                                                 | 歌手                                                                                           |
| ------ | ----- | --------------------------- | ---------------------------------------------------------------------- | ---------------------------------------------------------------------------------------------- |
| 2016年 | 第1位 | DEAD OR ALIVE               | 『蒼穹のファフナー EXODUS』第2クールOP主題歌                           | angela                                                                                         |
| 2016年 | 第2位 | 不安定な神様                | 『うたわれるもの 偽りの仮面』OP主題歌                                  | Suara                                                                                          |
| 2016年 | 第3位 | FEEL×ALIVE                  | 『ばくおん!!』OP主題歌                                                 | 佐咲紗花                                                                                       |
| 2016年 | 第4位 | High Free Spirits           | 『ハイスクール・フリート』OP主題歌                                     | TrySail                                                                                        |
| 2016年 | 第5位 | はなまるぴっぴはよいこだけ  | 『おそ松さん』第1クールOP主題歌                                        | A応P                                                                                           |
| 2017年 | 第1位 | ようこそジャパリパークへ    | 『けものフレンズ』OP主題歌                                             | どうぶつビスケッツ×PPP                                                                         |
| 2017年 | 第2位 | サウンドスケープ            | 『響け!ユーフォニアム2』OP主題歌                                       | TRUE                                                                                           |
| 2017年 | 第3位 | 僕は僕であって              | 『亜人』第2期第1クールOP主題歌                                         | angela×fripSide                                                                                |
| 2017年 | 第4位 | 月がきれい                  | 『月がきれい』ED主題歌                                                 | 東山奈央                                                                                       |
| 2017年 | 第5位 | ID-0                        | 『ID-0』OP主題歌                                                       | 佐咲紗花                                                                                       |
| 2018年 | 第1位 | 進化理論                    | 『新幹線変形ロボ シンカリオン』OP主題歌                                | BOYS AND MEN                                                                                   |
| 2018年 | 第1位 | 全力☆Summer!                | 『アホガール』OP主題歌                                                 | angela                                                                                         |
| 2018年 | 第3位 | SHINY DAYS                  | 『ゆるキャン△』OP主題歌                                                | 亜咲花                                                                                         |
| 2018年 | 第4位 | POP TEAM EPIC               | 『ポプテピピック』OP主題歌                                             | 上坂すみれ                                                                                     |
| 2018年 | 第5位 | Make Debut!                 | 『ウマ娘 プリティーダービー』OP主題歌                                  | スピカ                                                                                         |
| 2018年 | 第5位 | The Girls Are Alright!      | 『宇宙よりも遠い場所』OP主題歌                                         | Saya                                                                                           |
| 2019年 | 第1位 | ミッション!健・康・第・イチ | 『はたらく細胞』OP主題歌                                               | 赤血球（花澤香菜）、白血球（前野智昭）、 キラーT細胞（小野大輔）、マクロファージ（井上喜久子） |
| 2019年 | 第2位 | UNION                       | 『SSSS.GRIDMAN』OP主題歌                                               | OxT                                                                                            |
| 2019年 | 第3位 | THE BEYOND                  | 『蒼穹のファフナー THE BEYOND』OP主題歌                                | angela                                                                                         |
| 2019年 | 第4位 | 徒花ネクロマンシー          | 『ゾンビランドサガ』OP主題歌                                           | フランシュシュ                                                                                 |
| 2019年 | 第5位 | SURVIVE!                    | 『K_SEVEN_STORIES』OP主題歌                                            | angela                                                                                         |
| 2019年 | 第5位 | 月虹                        | 『からくりサーカス』初代OP主題歌・3代目ED主題歌                        | BUMP OF CHICKEN                                                                                |
| 2022年 | 第1位 | ミックスナッツ              | 『SPY×FAMILY』第1クールOP主題歌                                        | Official髭男dism                                                                               |
| 2022年 | 第2位 | アンダンテに恋をして！      | 『乙女ゲームの破滅フラグしかない悪役令嬢に転生してしまった…X』OP主題歌 | angela                                                                                         |
| 2022年 | 第2位 | チキチキバンバン            | 『パリピ孔明』OP主題歌                                                 | QUEENDOM                                                                                       |
| 2022年 | 第2位 | 愛のシュプリーム！          | 『小林さんちのメイドラゴンS』OP主題歌                                  | fhána                                                                                          |
| 2022年 | 第5位 | 海と真珠                    | 『海賊王女』OP主題歌                                                   | JUNNA                                                                                          |
| 2022年 | 第5位 | 残響散歌                    | 『鬼滅の刃 遊郭編』OP主題歌                                            | Aimer                                                                                          |

## テーマ曲

### オープニング
「青春ラジメニアの歌」
作詞 - 高橋秀介・高橋謙介　作曲 - 菊池俊輔　編曲 - 片岡ヒロマサ　ブラスアレンジ - 沢井原兒　歌 - 子門真人
番組では原則としてインストを使用。改編直後の回のみボーカル入りを使用する。
歌詞は番組視聴者からの公募で決定。歌手は番組で人気の高い「アニソン御三家」の水木一郎・ささきいさお・子門真人の中から、投票で子門に決定した。『仮面ライダー』の主題歌を彷彿とさせる曲調になっている。
CDでは1992年4月22日発売の『青春ラジメニア』が初出。
「ぼくらの青春ラジメニア」
作詞・作曲・歌 - 山本正之
山本正之がゲストの回に使用される。
CDでは2000年7月26日発売の山本のアルバム『十三の魔王』が初出。
最初期は「大空へジャンプ!」（『のらくろクン』BGM）、のちに「愛と冒険の旅立ち〜トンデケマンメインテーマ〜」（『たいむとらぶるトンデケマン!』BGM）が用いられていた。

### エンディング
「リスナーさんにありがとう」
作詞 - けのくん（田中公平）　作曲 - 田中公平　歌 - 吉田古奈美・田中公平・南かおり・岩崎和夫・「青春ラジメニア」＆「大アニメ博覧会」リスナーのみなさん
番組では冒頭のコーラス部分をカットし、インストにピアノで歌詞メロディーを追加したものが流れている。ピアノ演奏は南かおり。
CDでは1994年3月23日発売の『ラジオ英雄伝 青春ラジメニアVS大アニメ博覧会』が初出。

## 表彰
- 1990年日本民間放送連盟賞近畿地区娯楽部門最優秀賞：「青春ラジメニアスペシャル　NAOMI UEMURA FOREVER　2050年のアンノンマン」（1990年2月25日放送）
- 神戸新聞社第77回新聞週間賞特別賞：「クラウドファンディングを活用した収益化について」

## 姉妹番組
水曜イけてるリクエスト
1996年放送。パーソナリティは渡辺武彦・疋田由香里（ニックネームは「ナベちゃん」と「ヒッキー」）。声優が歌っている曲をかける番組。岩崎がディレクターを担当していた。
青春ラジメニアJr.
1997年9月13日-1998年3月28日 毎週土曜日18:30-21:00放送。パーソナリティは渡辺武彦・細居久実（細居のニックネームは「くーみん」）。ラジメニアでは掛かりづらい、新しめのアニソンを扱う番組。前番組に引き続き岩崎がディレクターを担当していた。
ラジメニじゃに〜
1998年9月11日-1999年3月26日 毎週金曜日18:00-20:00放送。パーソナリティは細居久実・岡崎恵巳（岡崎のニックネームは「めーたん」）。前半はアニソン、後半はジャニーズ系の楽曲を放送。この番組以降岩崎は姉妹番組のディレクターを外れている。
週刊アニメジラ
1999年10月8日-2000年3月24日 毎週金曜日21:15-21:30放送。ただしナイター中継が延長になった場合は短縮、または中止になった。パーソナリティは岩崎和夫。ラジメニアで没になったハガキを読むトークメインの番組。ワンコーラスバージョンなどラジメニアでは掛かりづらい曲をかけることもあった。
青春ラジメニアZ
2008年10月4日-2010年3月27日 毎週土曜日21:00-21:50放送。パーソナリティは岩崎和夫・南かおり。事実上2部制となったラジメニアの第1部で、番組の通称は本番組が“Z”、従来枠のラジメニアは“本家”と呼び分けていた。
ラジメニ玉手箱
2010年4月4日-2010年9月26日 毎週日曜日0:00-1:00（土曜日深夜）放送。パーソナリティは岩崎和夫・南かおり。この時間帯は曲を少なめにして欲しいという局の意向があり、リクエストは4曲と少なめ。ラジメニアの月末特集のように作品・楽曲への思い入れを紹介しながらリクエスト曲をかけたり、ふつおたの紹介がメインとなっている。ポッドキャストでは楽曲の権利処理の制約があるため、オープニング・エンディング曲をJoe Jacksonの「Steppin' Out」に酷似した放送用フリー音源に差し替え、また楽曲を除いたトーク部分を配信。2010年10月より「ラジメニ玉手箱R」に改題し有料ダウンロード配信に媒体を代えて開始。2017年4月より番組ホームページ及びラジオクラウドからのインターネットによる無料配信に変更した。2018年4月2日配信分を持って一旦終了。
電話版青春ラジメニア（ラジメニアテレホンサービス）
放送した楽曲名の紹介とフリートーク。通話時間は3分。番組終了後に収録されている。電話番号078-362-7383（24時間）。番組公式サイト（下記参照）でも配信。キーワードをリクエストはがきに書くと、抽選で1人に岩崎・南のサイン入り直筆メッセージハガキがもらえた。初回配信は1991年4月8日。
テレホンサービス用の機材の老朽化に伴い、2018年4月よりテレホンサービスとしての提供は終了し、以降「ネット版青春ラジメニア」に名称変更して公式サイトでの配信のみを継続しつつ、2019年4月までネット環境が無い人のために放送中に前の週に掛かった曲を案内するようになった。2020年10月末に後述のチャンネル開設に伴い、発展的に終了。
青春ラジメニアチャンネル
OPENREC.tvに開設した番組のサブスクチャンネル。2020年11月2日より番組収録後のアフタートークや過去の放送のダイジェスト、バスツアーの車内で流される特別版など配信では初公開となる未公開トークといった、チャンネル限定のコンテンツを配信する。チャンネル登録料やエール（投げ銭）など、このチャンネルでの収益は今後の番組本体を存続させるための資金として使われる。

## その他
1994年8月に、ラジオ関西本社（当時局舎のあった須磨）で、抽選されたリスナーによる座談会が行われたことがある。
1999年9月1日から12月26日には、JR西日本の、駅におけるデジタルコンテンツ販売実証実験「デジタルキヨスク」に参加し、5分間のフリートークを収録したパソコン用の音声データを毎週販売した。これはデジタルキヨスク販売コンテンツの中で、一番の売り上げを記録した。
2006年1月1日（2005年12月31日深夜）の放送では、冒頭の挨拶には「あけましておめでとうございます」が用いられたが、パーソナリティーの2人はこの後の番組紹介を「（通常放送と同様の）12月31日の放送」とするか「（年明けを考慮した）新年第1回目の放送」とするか大変悩んだようである。

## 関連商品

### CD・CD-ROM
- 「青春ラジメニア」（キングレコード 1992年4月22日発売、1997年3月21日再発売）

発売から2か月で6000枚を売り上げ、番組の放送エリア外の関東でもよく売れた。
- 「ラジオ英雄伝 青春ラジメニアVS大アニメ博覧会」 （パイオニアLDC 1994年3月23日発売）
- 「T"IDAL WAVE」（パイオニアLDC 1994年8月25日発売）
- 「青春ラジメニア おかげ“SUMMER”CDスペシャル! PartI」（NECアベニュー 1996年7月20日発売）
- 「青春ラジメニア おかげ“SUMMER”CDスペシャル! PartII」（NECアベニュー 1996年8月21日発売）
- 「青春ラジメニア『いたずらパイナップル』 想いでラヴレターPart1」（NECアベニュー 1996年9月21日発売）
- 「青春ラジメニア『いたずらパイナップル』 想いでラヴレターPart2」（NECアベニュー 1996年11月21日発売）
- 「青春ラジメニア『いたずらパイナップル』 想いでラヴレターPart3」（NECアベニュー 1997年1月21日発売）
- 「青春ラジメニアCD-ROM」（ラジオ関西 2000年発売 通販のみ）
- 「COMING TO THE RADIO ラジオがだいすき」（ダイキサウンド 2004年4月14日発売）
- 「青春ラジメニア 20周年記念アルバム アニソン玉手箱〜ひねくれの逆襲〜」（コロムビアミュージックエンタテインメント 2009年4月15日発売）
- 「青春ラジメニア アニソン玉手箱特集」（ラジオ関西 2009年発売）
- 「青春ラジメニア 30周年記念アルバム「アニソン縦横無尽〜ひねくれの帰還〜」」（日本コロムビア、2019年6月12日発売）
  - 「青春ラジメニア アニソン縦横無尽 〜ひねくれの帰還〜特集」（特典対象店舗で予約購入の先着にてCD-Rを配布）

### 書籍
- 「青春ラジメニア30周年記念 アニバーサリーブック」（ラジオ関西 2019年3月24日発売）

## 取材
- THE PAGE（ザ・ページ）（YouTube 2014年9月27日、2014年12月27日、2015年4月16日、2016年7月23日、2019年3月20日、2019年3月23日） インタビュー

## 関連人物

### ラジメニアと縁の深い声優・業界関係者
菊池俊輔
ラジメニアのオープニングテーマ「青春ラジメニアの歌」の作曲家。
田中公平
ラジメニアのエンディングテーマ「リスナーさんにありがとう」の作曲家兼リスナー。
山本正之
「ぼくらの青春ラジメニア」等の作詞作曲。
林原めぐみ
『林原めぐみのHeartful Station』が開始当初の放送局・ラジオ日本で突如打ち切られた後、ラジオ関西で再開した事をきっかけに縁を深める。
ショッカーO野
最多出演ゲストで、イベント等で放送日前後に近畿地方を訪れる際は、よくゲストとして出演する。
ミンキー・ヤス（本名：岩崎康雄）
ラジオパーソナリティ。岩崎和夫と同姓かつ同じ元教師で、落語研究会所属経験もある。このため互いに「生き別れの兄弟」と冗談めかして言う事がある
小森まなみ
ラジオパーソナリティ・声優。ラジメニアとほぼ同時期に開始した『mamiのRADIかるコミュニケーション』や『小森まなみのPop'n!パジャマ EX〜RV〜EYE』（いずれもラジオ関西でもネットした時期あり）を通じて縁を深め、イベント開催時にはミンキー・ヤスや高橋直純と共にゲスト出演することがあった。
神谷明
阪神・淡路大震災発生後の復興支援チャリティユニット「WITH YOU」の発足や、アニメーション神戸でのワークショップに大地丙太郎（アニメーション監督）と共に講師として参加するなど、番組内外で関わりがある。
國府田マリ子
元々南とはMBSラジオ『これがそうなのね仔猫ちゃん』『謎なぞドリーミン』で共演し、それを通じて親交を持ち、そこから本番組とも関わりと持つようになった。
中尾隆聖
演出出演する舞台の公演を通じて番組と縁ができるようになり、以来公演がある際には告知のコメントを寄せることが多い。
野中藍
同じアニたまドットコム枠で放送された『野中藍 ラリルれ、にちようび。→野中藍 ラリルれ、サタデーナイト。』を通じて縁を深める。

### ラジメニアと縁の深い歌手・声優アーティスト
- 堀江美都子
- 影山ヒロノブほかJAM Projectメンバー（水木一郎ほか元メンバー含む）
- 山野さと子
- サイキックラバー
- 串田アキラ
- 奥井雅美
- 米倉千尋
- angela
- 岡崎律子
- ささきいさお[11]
- 宮内タカユキ[11]
- 水樹奈々[11]
- 石原慎一
- 佐咲紗花
- Suara
- 茅原実里

ほか

### ラジメニアリスナー出身声優・業界関係者
- 杉本ゆう [24]
- 置鮎龍太郎 - ラジメニア前身の「歌謡曲まかせなさい」の、さらに前身である「歌謡天国」の頃からのリスナー　また彼の以前の妻もリスナーだった[25][24]。
- 前田愛（AiM） [24]
- こやまきみこ
- 福山潤 [24]
- 一条和矢 [24]
- 鈴村健一 [24]
- 中村悠一 [24][25]
- 武虎[26]
- 小西克幸[26]
- 関山美沙紀[26]
- 野田順子[26]
- 岩崎諒太[27]
- 伊藤智彦（アニメーション演出家）[26]
- 佐々木忍（アニメーション演出家）[28]
- 若木民喜（漫画家）
- 上江洲誠（脚本家）[26]
- 海猫沢めろん（小説家）[29]
- 長田宏（ラジオディレクター・構成作家）[26]
- Rita（声優・歌手）[30]
- 畑健二郎（漫画家）[31]
- 歌広場淳（ゴールデンボンバー）[32][33]